# روت شین
روت شین (انگلیسی: Ruth Sheen؛ زادهٔ ۱۹۵۲) یک هنرپیشه اهل انگلستان است.

## گزیدهٔ نقش‌آفرینی‌ها
از فیلم‌ها یا برنامه‌های تلویزیونی که وی در آن نقش داشته‌است می‌توان به آثار زیر اشاره کرد.
- آرزوهای دوردست (۱۹۸۸)
- برامول (۱۹۹۸-۱۹۹۵)
- همه یا هیچ (۲۰۰۲)
- ورا دریک (۲۰۰۴)
- بدو چاقالو بدو (۲۰۰۷)
- سالی دیگر (۲۰۱۰)
- به پانچ خوش آمدید (۲۰۱۳)
- آقای ترنر (۲۰۱۴)